# سانت أغاتا فوسيلي
سانت أغاتا فوسيلي (بالإيطالية: Sant'Agata Fossili)‏ هي بلدية في مقاطعة ألساندريا في إقليم بييمونتي في إيطاليا.

## السكان
في سنة 1861 بلغ عدد السكان 883 نسمة، وتطور العدد ليصل في سنة 2011 لـ 441 نسمة.
يظهر هذا المخطط البياني تطور النمو السكاني لـ سانت أغاتا فوسيلي